# امیلیا کورت‌هوس (ویرجینیا)
امیلیا کورت‌هوس، ویرجینیا (به انگلیسی: Amelia Courthouse, Virginia) یک منطقهٔ مسکونی در ایالات متحده آمریکا است که در ویرجینیا واقع شده‌است.